# 마키구치 마유키
마키구치 마유키(일본어: 牧口真幸, 1984년 12월 9일 ~ )는 일본의 여자 성우이다. 81 프로듀스 소속.
아이치현 출신.

## 한국 애니메이션
- 꼬마버스 타요 - 타요
- 로보카 폴리 - 헬리